# Učinek puščajoče cevi
Učinek puščajoče cevi (angl. leaky pipe effect) opisuje, kako ženske od šolanja postopoma izpadajo (odtekajo) na poti do višjih delovnih mest. Medtem ko je okoli 60 % vseh diplomantov žensk, se jih do najvišjih mest v raziskovalnih organizacijah prebije le okoli 15 %.
Sorodna pojma, ki opisujeta ta fenomen sta učinek lepljivih tal in učinek steklenega stropa. 